# Monica Bleibtreu
Monica Bleibtreu (Viena, 4 de maio de 1944 - Hamburgo, 13 de maio de 2009) foi uma atriz e roteirista austro-alemã. Ela fez sua estreia no cinema em Ludwig – Requiem for a Virgin King em 1972. Seus papéis posteriores incluíram aparições em Lola rennt, de Tom Tykwer, que também estrelou seu filho, o ator Moritz Bleibtreu; a minissérie de TV Die Manns - Ein Jahrhundertroman; e em Hilde, uma biografia da atriz e cantora Hildegard Knef.

## Morte
Bleibtreu morreu na noite de 13 para 14 de maio de 2009 em Hamburgo, após sofrer de câncer de pulmão durante dois anos e meio. Ela está enterrada no cemitério de Ohlsdorf.